# Renicoris
Renicoris is een geslacht van wantsen uit de familie van de Reduviidae (Roofwantsen). Het geslacht werd voor het eerst wetenschappelijk beschreven door Wang, Chen, Zhao & Cai in 2023.

## Soorten
Het genus is monotypisch en bevat alleen de volgende soort:

- Renicoris robustus Wang, Chen, Zhao & Cai, 2023